# Warren (condado de Waushara, Wisconsin)
Warren es un pueblo ubicado en el condado de Waushara en el estado estadounidense de Wisconsin. En el Censo de 2010 tenía una población de 668 habitantes y una densidad poblacional de 7,89 personas por km².

## Geografía
Warren se encuentra ubicado en las coordenadas 44°1′34″N 89°3′48″O / 44.02611, -89.06333. Según la Oficina del Censo de los Estados Unidos, Warren tiene una superficie total de 84.63 km², de la cual 84.39 km² corresponden a tierra firme y (0.28%) 0.24 km² es agua.

## Demografía
Según el censo de 2010, había 668 personas residiendo en Warren. La densidad de población era de 7,89 hab./km². De los 668 habitantes, Warren estaba compuesto por el 97.6% blancos, el 0.3% eran afroamericanos, el 0% eran amerindios, el 0.15% eran asiáticos, el 0% eran isleños del Pacífico, el 1.05% eran de otras razas y el 0.9% pertenecían a dos o más razas. Del total de la población el 2.1% eran hispanos o latinos de cualquier raza.